# Thomas Dick
Thomas Dick (24 novembre 1774 à Dundee - 29 juillet 1857) est un révérend, professeur de sciences et écrivain écossais, notable pour ses travaux sur l'astronomie et de philosophie, combinant science et christianisme, et désamorçant la tension entre les deux.

## Biographie
Dès son enfance, Thomas DIck a deux passions : l'astronomie, qui l'amène à construire son propre télescope, et la foi chrétienne. Après un diplôme en théologie de l'Université d'Édimbourg il est ordonné prêtre, et se marie.
Mais en 1804 la liaison adultère qu'il entretient avec une domestique (qui vient d'accoucher de son fils) est découverte : sa femme le quitte, il est défroqué et excommunié. Il se consacre alors à l'astronomie, l'étude de la Création constituant à son sens le meilleur moyen d'apprécier la sagesse de Dieu, et pensant plus généralement que la science est parfaitement compatible avec la religion. 
Malgré le succès de ses ouvrages aux États-Unis, meurt dans une pauvreté relative en 1857. 

## Œuvre

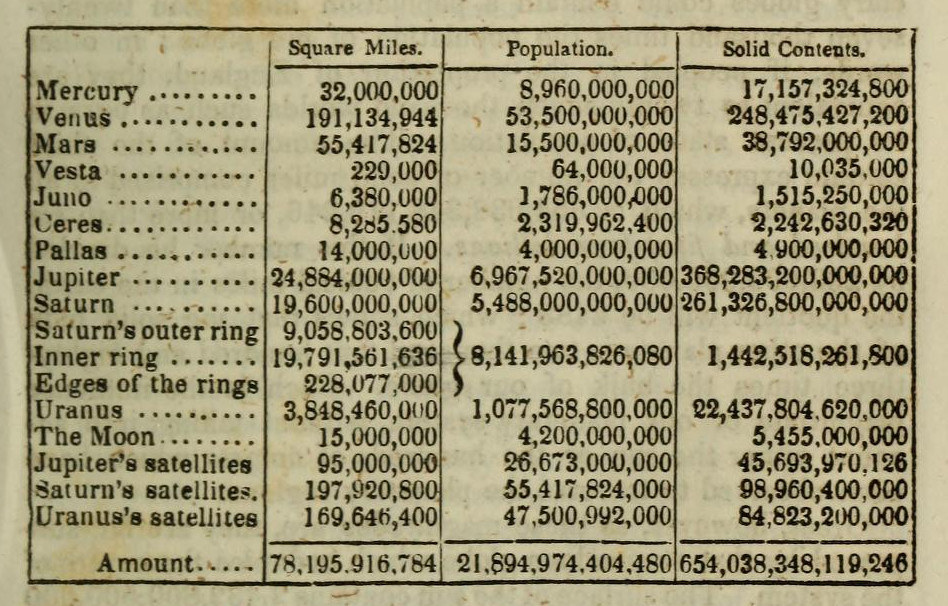
Table de population des planètes, par Thomas Dick.

Convaincu de la pluralité des mondes, il marrie avec sa foi cette théorie en vogue dans le milieu victorien du XIXe siècle, estimant que Dieu dans sa bienveillance n'a pu que concevoir un univers bien plus grand que la Terre et le peupler d'âmes intelligentes. Dans son ouvrage Celestial Scenery il calcule ainsi que la population du système solaire doit s'élèver à 21 894 974 404 480 habitants, en multipliant la surface qu'il attribue à chaque planète par la densité de population de l'Angleterre.

## Publications
- (en) The Christian Philosopher, or the Connection of Science with Religion, 1823
- (en) Celestial Scenery, or the Wonders of Heavens Displayed, Illustrating the Perfection of Deity and the Plurality of Worlds, 1837
- (en) The Sidereal Heavens, 1840

## Hommages
L'astéroïde (9855) Thomasdick a été nommé en sa mémoire.